# Mathias Weilandt

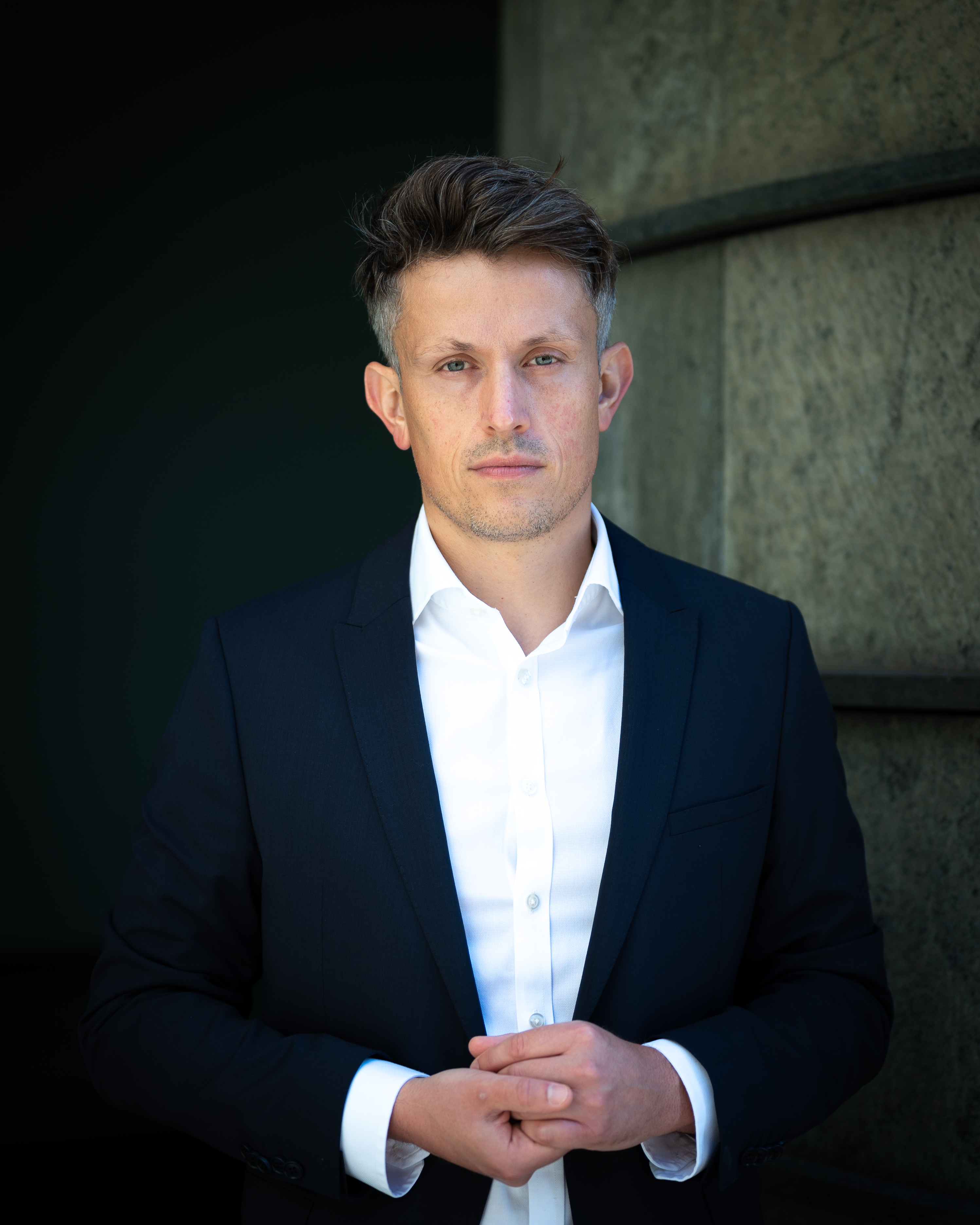
Mathias Weilandt, 2021

Mathias Weilandt (* 7. Dezember 1982 in Dresden) ist ein deutscher Jurist und Politiker (Bündnis 90/Die Grünen). Bekannt wurde Mathias Weilandt als jüngster Gefängnisdirektor Sachsens. Von 2019 bis 2024 war er Staatssekretär im Sächsischen Staatsministerium der Justiz und für Demokratie, Europa und Gleichstellung.

## Leben
An der Technischen Universität Dresden studierte Weilandt ab 2002 Rechtswissenschaften mit Schwerpunkt Kriminologie und Strafvollzug. Er absolvierte in Sachsen sein Erstes und Zweites Staatsexamen, sowie ein Referendariat am Landgericht Bautzen. Im Sächsischen Staatsministerium der Justiz und für Europa war Weilandt von 2010 bis 2012 beamteter Referent sowie stellvertretender Referatsleiter. Ab 2012 bis 2015 war Mathias Weilandt Vollzugsleiter und von 2015 bis 2017 Anstaltsleiter (Gefängnisdirektor) im Rang eines Regierungsdirektors der Justizvollzugsanstalt Zeithain. 2018 trat Weilandt der Partei Bündnis 90/Die Grünen bei und übernahm 2018 bis 2019 das Amt des Landesgeschäftsführers von Bündnis 90/Die Grünen Sachsen.
Unter Staatsministerin Katja Meier wurde Weilandt am 20. Dezember 2019 im Kabinett Kretschmer II gemeinsam mit Gesine Märtens Staatssekretär im Sächsischen Staatsministerium der Justiz und für Demokratie, Europa und Gleichstellung (SMJusDEG). Dort war er Amtschef und für die Bereiche Justiz und Europa zuständig. Im Zuge der Bildung des Kabinetts Kretschmer III schied er am 19. Dezember 2024 aus dem Amt aus.
Mathias Weilandt ist Kuratoriumsmitglied des Zentrums für kriminologische Forschung Sachsen (ZKFS) e.V. mit Sitz in Chemnitz, stellvertretendes Mitglied des Kuratoriums der Stiftung Forum Recht sowie Beiratsmitglied der Edition Seehaus (Plus).
Mathias Weilandt war Sänger und Gitarrist der 2000 gegründeten Americana/Country-Pop-Band Rumen Welco aus Dresden und externer Lehrbeauftragter am Institut für Kommunikationswissenschaft der TU Dresden.

## Werke
- François Maher Presley, Jörg Wolfgang Krönert (Hrsg.) Resozialisierung durch Kunst und Kultur Entwicklungen im Strafvollzug, in-Cultura, Hamburg, 2017, ISBN 978-3-930727-54-4